# Пуриц, Иосиф Иосифович
Пуриц Иосиф Иосифович (род. 7 мая 1988, Москва) – российский музыкант-баянист.

## Биография
Иосиф Пуриц родился в музыкальной семье. Отец – Иосиф Григорьевич – баянист, преподаватель, методист, мать – Наталья Васильевна – аккордеонистка, преподаватель. Начальное образование получил в классе своих родителей.
В 2008 году окончил музыкальный колледж при Московском государственном институте музыки имени А.Г. Шнитке, класс профессора Леденева Андрея Ивановича. В 2013 году – Российскую академию музыки им. Гнесиных по специальности «Баян» в классе Народного артиста России, профессора Фридриха Робертовича Липса.
В 2013-2015 обучался в магистратуре РАМ им. Гнесиных. В 2014 – 2017 обучался в Королевской академии музыки (Лондон) в классе профессора Овена Марея.
Является первым в истории классическим музыкантом, выступавшим в рамках программы поддержки молодых музыкантов BBC Introducing, британской национальной телерадиовещательной организации Би-Би-Си.
Проводит мастер-классы, член жюри международных и всероссийских конкурсов. В 2020 году в издательстве «Музыка» опубликован сборник «Из репертуара Иосифа Пурица», в который вошли переложения и оригинальные сочинения современных композиторов. С 2021 года преподает на кафедре баяна и аккордеона Российской академии музыки имени Гнесиных.

## Достижения
Обладатель звания лауреата Всероссийских и Международных конкурсов, среди которых:
- 1997 —Ганновер (Германия) — Международный конкурс «Classica Nova» — II премия
- 2000 – Клингенталь (Германия) -Международный конкурс баянистов и аккордеонистов – I премия (I возрастная категория)
- 2000 – Санкт-Петербург - Всероссийский конкурс им. Андреева – II премия
- 2001 – Санкт–Петербург - Петропавловские ассамблеи гармоники – I премия
- 2002 - Клингенталь (Германия) -Международный конкурс баянистов и аккордеонистов – I премия (II возрастная категория)
- 2004 – Ханты-Мансийск - Всероссийский конкурс «Новые имена» - Лауреат
- 2008 – Международный конкурс «Весенние голоса» - I премия
- 2009 – Кастельфидардо (Италия) – Международный конкурс баянистов и аккордеонистов
- 2011 – Мондрагон (Испания) – Международный конкурс Arrasate Hiria – I премия
- 2012 – Спокан (США) – Международный конкурс «Трофей мира» - I премия
- 2012 – Киев (Украина) – Международный конкурс «Accoholiday» - Гран-при
- 2013 - Клингенталь (Германия) -Международный конкурс баянистов и аккордеонистов – I премия (IV возрастная категория)
- 2013 – Москва - I Всероссийский музыкальный конкурс – I премия

#### Обладатель следующих наград
- 2012 – «Музыкант года» по версии национальной газеты «Музыкальное обозрение»
- 2015 – Лондон – «Hattory Foundation Senior Award»
- 2016 – Лондон - Royal Academy of Music Patron’s Award
- 2016 - Drake Calleja Trust Lead Scholar

## Концертная деятельность
Принимал участие в международных фестивалях «Баян и баянисты», «На родине П.И. Чайковского», «Классика над Волгой», Cheltenham Music festival, Two Moors Music festival, Latitude festival, Norfolk and Norwich festival, American FineArts Festival, Kings Place festival, «Лето, Музыка, Музей». Выступал в Большом зале Московской консерватории, Концертном зале имени П. И. Чайковского (Москва), Carnegie hall (Нью-Йорк), Wigmore hall (Лондон), Konzerthaus (Вена), George Weston Recital Hall (Торонто), Nybrokajen Concert Hall (Стокгольм), National House of Vinohrady (Прага), Concert Hall of Central Conservatory of Music (Пекин), Royal Danish Academy of Fine Arts (Копенгаген), UNESCO (Париж), Зале Государственной капеллы (Санкт-Петербург).